# Grasedanz im Harz
Der Grasedanz im Harz im Bundesland Sachsen-Anhalt ist ein mehrtägiges Fest in den Harzdörfern Hüttenrode und Neuwerk. Es wird anlässlich der Heuernte Ende August gefeiert. Frauen und Mädchen spielen die Hauptrolle des Fests, welches sie vor mehr als 100 Jahren als Wertschätzung ihrer Arbeit initiiert haben. Der Grasedanz wurde im Jahr 2020 von der deutschen UNESCO-Kommission in das Bundesweite Verzeichnis des immateriellen Kulturerbes aufgenommen.

## Geschichte
Der Grasedanz wird mindestens seit dem Jahr 1887 in Hüttenrode, einem Ortsteil der Stadt Blankenburg (Harz), anlässlich des Abschlusses der Heuernte begangen. Das Fest läuft seit etwa dieser Zeit unter dem Motto Heute Frauenrecht! Frauen und Mädchen zogen damals mit Sichel und Tragekorb auf die Bergwiesen, um Futter für die Tiere zu holen. Im Spätsommer fiel ihnen die Hauptarbeit des Heumachens zu. Das eigentliche Fest begann früher, nachdem die Grasmahd abgeschlossen war, als Entschädigung für die Mühen beim Schneiden und Trocknen des Winterfutters für die Tiere. Für das Fest backten die Frauen Kuchen, der mit den Früchten des Waldes belegt war und der später gemeinsam verzehrt wurde.
Von 1939 bis 1949 wurde wegen des Zweiten Weltkrieges kein Grasedanz gefeiert. Im August 1950 gab es eine Wiederbelebung des Brauchtumfestes. Hans Bauerfeind, Direktor des Blankenburger Museums und ausgebildeter Volkskundler, überredete 1950 die Hüttenröder Frauen bei einem Festumzug in Blankenburg mitzuwirken. Nach dem Festumzug wurde eine Neubelebung der Tradition beschlossen. Im Jahr 1957 gründete sich der Neuwerker Grasedanzverein. Der ehemalige Vorsitzende des Kulturbundes Hüttenrode Helmut Stöckicht setzte sich auch immer für das Fest ein. Deshalb wurde auch in Hüttenrode ein Verein als Träger gegründet. Für die politischen Führung in der DDR war das Fest unerwünscht, denn es war zwar volkstümlich, aber kein Fest der Arbeiterbewegung. Helmut Stöckicht musste deshalb immer wieder in die Kreisstadt Wernigerode fahren, um zu vermitteln. Das Fest konnte dadurch ununterbrochen bis heute weiter gefeiert werden und zwar im überlieferten Brauchtum.
In Neuwerk gibt es seit Ende des 19. Jh. eine ähnliche Tradition wie in Hüttenrode. In Altenbrak und Treseburg soll schon seit mindestens 1862 der Grastanz gefeiert worden sein, der aber heutzutage dort nicht mehr veranstaltet wird.

## Ablauf

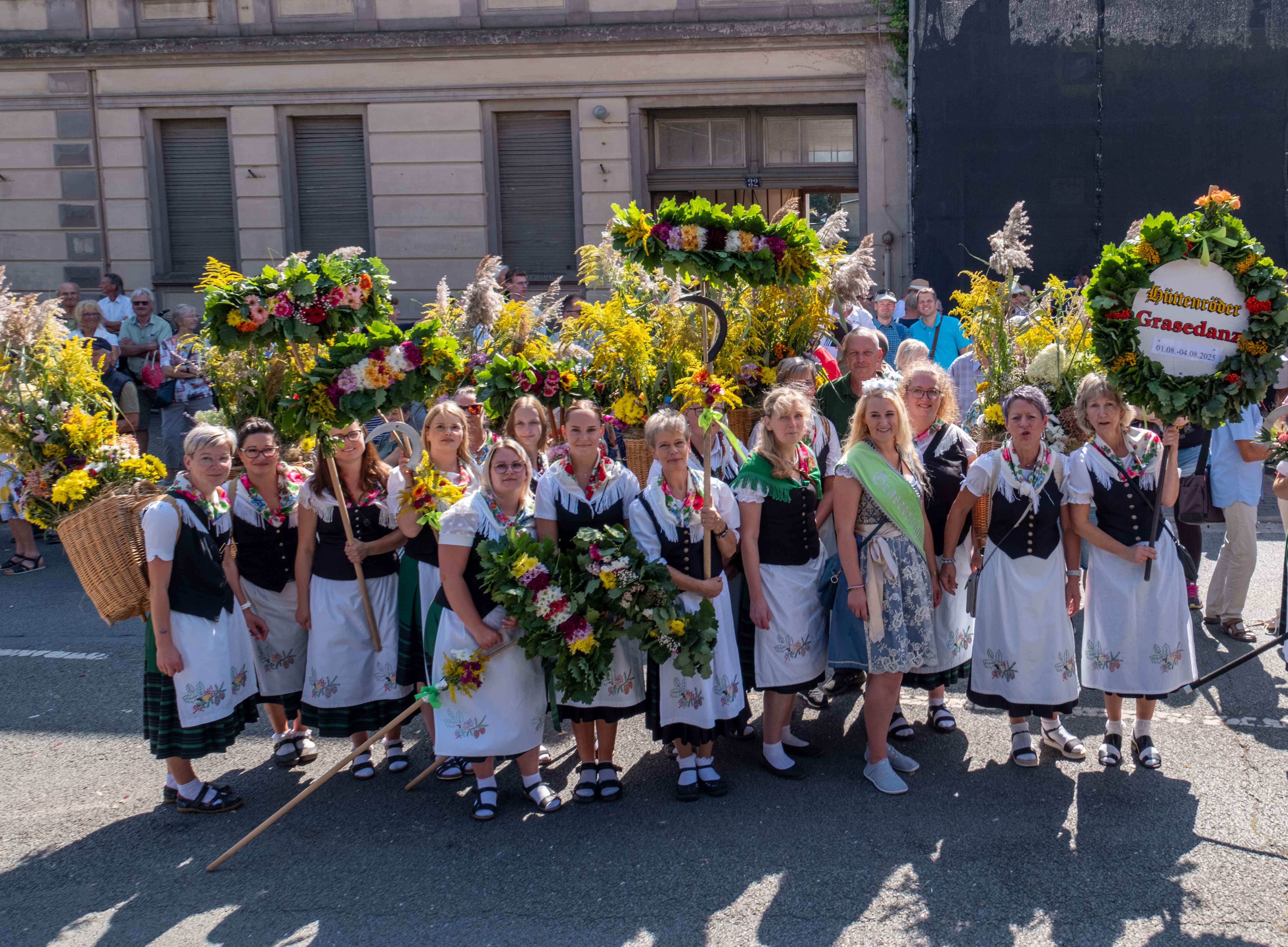
Präsentation des Hüttenröder Grasedanzes auf dem Sachsen-Anhalt-Tag in Stendal 2024

In Hüttenrode treffen sich jährlich am Freitagabend zu Beginn des ersten Wochenendes im August die Frauen des Dorfes und binden Girlanden, welche über den Eingang zum Festplatz angebracht werden, schmücken Pieken und Harken mit Eichenlaub, Beeren und Blumen. Diese werden in den Umzügen Tage darauf mitgeführt und präsentiert. Am Samstag schmücken die jungen Männer das Dorf mit Birken, welche mit Pferdefuhrwerken ausgefahren werden, wobei auf einem Wagen eine Kapelle sitzt und mit Musik das Aufstellen der Birken begleitet.
Die Frauen fahren an die nicht weit entfernte Bode, um Schilf und Blumen für ihre Schmuckkiepen, welche sie im Umzug tragen, zu holen. Sonntags um 10 Uhr bringen junge Mädchen und Frauen mit Heu gefüllte und Blumen geschmückte Kiepen, welche auf die alte Tradition hinweisen, zu einem Festplatz, wo unter ihnen die Grasekönigin, unter der Aufsicht der Frau Hauptmann, ausgelost wird. Um den Nachwuchs frühzeitig mit einzubinden, wird seit 1995 auch eine Heuprinzessin ausgelost. Am Nachmittag um 13 Uhr findet ein Festumzug statt, in dem die Frauen in Trachten und mit einer Blaskapelle beide Majestäten von zu Hause abholen und zum Festplatz begleiten. Nach der Eröffnung des Grasedanzes durch die Frau Hauptmann findet die Heuversteigerung statt. Hierbei werden kleine Heuhaufen versteigert und wer einen bekommt, darf mit der Grasekönigin tanzen und sie ins Heu werfen.
Der Montag beginnt gegen 9 Uhr mit dem Hackelsfrühstück im Festzelt. Zu dieser Mahlzeit gibt es neben Gehacktem bzw. Mett auch Bier und ein Unterhaltungsprogramm. Am Nachmittag lädt die Grasekönigin die Grasedanzfrauen sowie Freunde und Helfer zu einer ausgiebigen Kaffeetafel ein. Anschließend werden sie und die Heuprinzessin in einem großen Umzug nach Hause geleitet. Am Abend gibt es letztmalig Musik und Tanz im Festzelt, bevor der Grasedanz sich seinem Ende zuneigt.
Im Jahr 2020 gelang, initiiert durch den Schriftsteller Andreas Pawel, der in Hüttenrode lebt, die Aufnahme des überregional bekannten Brauchtumsfestes in das bundesweite Verzeichnis des Immateriellen Kulturguterbes der UNESCO.
In Neuwerk läuft der Grasedanz nach ähnlichem Ritual ab, allerdings schon im Juli eines jeden Jahres.